# 第55回ダヴィッド・ディ・ドナテッロ賞
第55回ダヴィッド・ディ・ドナテッロ賞（だい55かいダヴィッド・ディ・ドナテッロしょう）の授賞式は、 2010年5月7日にローマで行われた。
ノミネートは2010年4月8日に発表された。『はじめての大切なもの』が最多18件のノミネートを獲得し、『愛の勝利を　ムッソリーニを愛した女』が最多8部門で受賞した。

## 受賞とノミネート一覧
太字が受賞者。

### 作品賞
- やがて来たる者へ L'uomo che verrà[1]（監督：ジョルジョ・ディリッティ）
- シチリア！シチリア！ Baarìa（監督：ジュゼッペ・トルナトーレ）
- はじめての大切なもの La prima cosa bella[2]（監督：パオロ・ヴィルズィ）
- あしたのパスタはアルデンテ Mine vaganti[3]（監督：フェルザン・オズペテク）
- 愛の勝利を　ムッソリーニを愛した女 Vincere[4]（監督：マルコ・ベロッキオ）

### 監督賞
- マルコ・ベロッキオ（『愛の勝利を　ムッソリーニを愛した女』）
- ジュゼッペ・トルナトーレ（『シチリア！シチリア！』）
- ジョルジョ・ディリッティ（『やがて来たる者へ』）
- パオロ・ヴィルズィ（『はじめての大切なもの』）
- フェルザン・オズペテク（『あしたのパスタはアルデンテ』）

### 新人監督賞
- ヴァレリオ・ミエーリ（『Dieci inverni』）
- スザンナ・ニッキャレッリ（『コズモナウタ -宇宙飛行士』[5]）
- クラウディオ・ノーチェ（『Good Morning Aman』）
- マルコ・キアリーニ（『L'uomo fiammifero』）
- ジュゼッペ・カポトンディ（『時の重なる女』[6]）

### 脚本賞
- フランチェスコ・ブルーニ、フランチェスコ・ピッコロ、パオロ・ヴィルズィ（『はじめての大切なもの』）
- ジム・カリントン、アンドレア・プルガトーリ、マルコ・リージ、マウリツィオ・チェリーノ（『Fortapàsc』）
- ジョルジョ・ディリッティ、ジョバンニ・ガラヴォッティ、タニア・ペドローニ（『やがて来たる者へ』）
- イヴァン・コトローネオ、フェルザン・オズペテク（『あしたのパスタはアルデンテ』）
- マルコ・ベロッキオ、ダニエラ・チェゼッリ（『愛の勝利を　ムッソリーニを愛した女』）

### プロデューサー賞
- シモーネ・バキーニ、ジョルジョ・ディリッティ（『やがて来たる者へ』）
- ジャンパオロ・レッタ、マリオ・スペダレッティ（『シチリア！シチリア！』）
- アンジェロ・バルバガッロ、ジャンルーカ・クルティ（『Fortapàsc』）
- ドメニコ・プロカッチ（『あしたのパスタはアルデンテ』）
- マリオ・ジャナーニ（『愛の勝利を　ムッソリーニを愛した女』）

### 主演女優賞
- ミカエラ・ラマッツォッティ（『はじめての大切なもの』）
- グレタ・ズッケリ・モンタナーリ（『やがて来たる者へ』）
- ステファニア・サンドレッリ（『はじめての大切なもの』）
- マルゲリータ・ブイ（『まっさらな光のもとで』[5]）
- ジョヴァンナ・メッツォジョルノ（『愛の勝利を　ムッソリーニを愛した女』）

### 主演男優賞
- ヴァレリオ・マスタンドレア（『はじめての大切なもの』）
- リベロ・デ・リエンツォ（『Fortapàsc』）
- アントニオ・アルバネーゼ（『ハートの問題』）
- キム・ロッシ・スチュアート（『ハートの問題』）
- フィリッポ・ティーミ（『愛の勝利を　ムッソリーニを愛した女』）

### 助演女優賞
- イラリア・オッキーニ（『あしたのパスタはアルデンテ』）
- アニータ・クラヴォス（『頭を上げて』）
- アルバ・ロルヴァケル（『やがて来たる者へ』）
- クラウディア・パンドルフィ（『はじめての大切なもの』）
- エレナ・ソフィア・リッチ（『あしたのパスタはアルデンテ』）

### 助演男優賞
- エンニオ・ファンタスティキーニ（『あしたのパスタはアルデンテ』）
- 助演男優全員（『シチリア！シチリア！』）
- ピエルフランチェスコ・ファヴィーノ（『もう一度キスを』[2]）
- マルコ・ジャッリーニ（『Io, loro e Lara』）
- マルコ・メッセーリ（『はじめての大切なもの』）

### 撮影監督賞
- ダニエーレ・チプリ（『愛の勝利を　ムッソリーニを愛した女』）
- エンリコ・ルチディ（『シチリア！シチリア！』）
- ロベルト・チマッティ（『やがて来たる者へ』）
- ニコラ・ペコリーニ（『はじめての大切なもの』）
- マウリツィオ・カルヴェージ（『あしたのパスタはアルデンテ』）

### 作曲賞
- エンニオ・モリコーネ（『シチリア！シチリア！』）
- マルコ・ビスカリーニ、ダニエレ・フルラーティ（『やがて来たる者へ』）
- カルロ・ヴィルズィ（『はじめての大切なもの』）
- パスクァーレ・カタラーノ（『あしたのパスタはアルデンテ』）
- カルロ・クリヴェッリ（『愛の勝利を　ムッソリーニを愛した女』）

### オリジナル歌曲賞
- Baciami ancora - 歌：Jovanotti（『もう一度キスを』）
- Angela - 歌：ケッコ・ザローネ（『Cado dalle nubi』）
- 21st Century Boy - 歌：Bad Love Experience（『はじめての大切なもの』）
- Sogno - 歌：パティ・プラヴォ（『あしたのパスタはアルデンテ』）
- Canzone in prigi - 歌：マルレーネ・クンツ（『それもこれもユダのせい』）

### 美術賞
- マルコ・デンティチ（『愛の勝利を　ムッソリーニを愛した女』）
- マウリツィオ・サバティーニ（『シチリア！シチリア！』）
- ジャンカルロ・バジーリ（『やがて来たる者へ』）
- トニーノ・ゼーラ（『はじめての大切なもの』）
- アンドレア・クリザンティ（『あしたのパスタはアルデンテ』）

### 衣装デザイン賞
- セルジオ・バッロ（『愛の勝利を　ムッソリーニを愛した女』）
- ルイジ・ボナンノ（『シチリア！シチリア！』）
- リア・フランチェスカ・モランディーニ（『やがて来たる者へ』）
- ガブリエラ・ペスクッチ（『はじめての大切なもの』）
- アレッサンドロ・ライ（『あしたのパスタはアルデンテ』）

### メイクアップ賞
- フランコ・コリドーニ（『愛の勝利を　ムッソリーニを愛した女』）
- ジーノ・ザンプリオーリ（『シチリア！シチリア！』）
- アメル・ベン・ソルターネ（『やがて来たる者へ』）
- パオラ・ガッタブルージ（『はじめての大切なもの』）
- ルイジ・ロッケッティ、エルゼベト・フォルガクス（『アンネの追憶』）

### ヘアスタイリスト賞
- アルベルタ・ジュリアーニ（『愛の勝利を　ムッソリーニを愛した女』）
- ジュージー・ボヴィーノ（『シチリア！シチリア！』）
- アルド・シニョレッティ、スサナ・サンチェス・ヌネス（『Io, Don Giovanni』）
- ダニエラ・タルタリ（『やがて来たる者へ』）
- マッシモ・ガッタブルージ（『はじめての大切なもの』）

### 編集賞
- フランチェスカ・カルヴェッリ（『愛の勝利を　ムッソリーニを愛した女』）
- マッシモ・クアリア（『シチリア！シチリア！』）
- ジョルジョ・ディリッティ、パオロ・マルゾーニ（『やがて来たる者へ』）
- シモーネ・マネッティ（『はじめての大切なもの』）
- パトリツィオ・マローネ（『あしたのパスタはアルデンテ』）

### 録音賞
- カルロ・ミッシデンティ（『やがて来たる者へ』）
- ファウジ・ターベット（『シチリア！シチリア！』）
- ブルーノ・プッパロ（『Genitori & figli - Agitare bene prima dell'uso』）
- マリオ・イアクオーネ（『はじめての大切なもの』）
- ガエターノ・カリート（『愛の勝利を　ムッソリーニを愛した女』）

### 特殊視覚効果賞
- パオラ・トリゾリオ、ステファノ・マリノーニ（『愛の勝利を　ムッソリーニを愛した女』）
- マリオ・ザノット（『シチリア！シチリア！』）
- LIMINA（『やがて来たる者へ』）
- エルマンノ・ディ・ニコラ（『L'uomo fiammifero』）
- EDI（『はじめての大切なもの』）

### 長編ドキュメンタリー賞
- La bocca del lupo（監督：ピエトロ・マルチェッロ）
- Hollywood sul Tevere（監督：マルコ・スパニョーリ）
- L'isola dei sordobimbi（監督：ステファノ・カッティーニ）
- The One Man Beatles（監督：コジモ・メッセーリ）
- Valentina Postika in attesa di partire（監督：カテリーナ・カローネ）

### 短編映画賞
- Passing Time（監督：ラウラ・ビスプリ）
- L'altra metà（監督：ピッポ・メッツァペーザ）
- Buonanotte（監督：リッカルド・バンフィ）
- Nuvole, mani（監督：シモーネ・マッシ）
- Uerra（監督：パオロ・サッサネッリ）

### EU映画賞
- オーケストラ！（監督：ラデュ・ミヘイレアニュ）
- 白いリボン（監督：ミヒャエル・ハネケ）
- 預言者（監督：ジャック・オーディアール）
- ソウル・キッチン（監督：ファティ・アキン）
- 君を想って海をゆく（監督：フィリップ・リオレ）

### 外国映画賞
- イングロリアス・バスターズ（監督：クエンティン・タランティーノ）
- シリアスマン（監督：イーサン＆ジョエル・コーエン）
- アバター（監督：ジェームズ・キャメロン）
- インビクタス／負けざる者たち（監督：クリント・イーストウッド）
- マイレージ、マイライフ（監督：ジェイソン・ライトマン）

### ヤング・ダヴィッド賞
- シチリア！シチリア！ Baarìa（監督：ジュゼッペ・トルナトーレ）
- もう一度キスを Baciami ancora（監督：ガブリエーレ・ムッチーノ）
- Genitori & figli - Agitare bene prima dell'uso（監督：ジョヴァンニ・ヴェロネージ）
- Io, loro e Lara（監督：カルロ・ヴェルドーネ）
- やがて来たる者へ L'uomo che verrà（監督：ジョルジョ・ディリッティ）

### ダヴィッド特別賞
- リナ・ウェルトミューラー
- バッド・スペンサー
- テレンス・ヒル
- トニーノ・グエッラ